# Lillian Askeland
Lillian Askeland (Bergen, 1º agosto 1949) è una cantante norvegese di genere country.
Lillian Askeland ha vinto il concorso vocale Talent 65 ed ha debuttato su disco due anni dopo con il singolo «Du har ett sätt at kyssas, älskling». Ha avuto il suo periodo di maggiore successo con la band Country Snakes all'inizio degli anni settanta.
Nel 1972 ha inciso la versione in lingua norvegese del brano di Vicky Léandros Après Toi.
Lillian ha rappresentato la Norvegia in diversi festival musicali in Germania, Polonia e Brasile ed è stata la migliore partecipante norvegese al Western Festival Scandinavo nel 1970.

## Discografia

### Come solista
- C & W (Country, 1970)
- Country på mitt sätt (Amigo, 1971) versione in svedese di C & W
- Countryjente (Talent, 1978)
- Stalltips (Talent, 1979)
- Vårt beste år (Talent, 1980)
- Roses For Sale (RCA Victor, 1981)
- Lillians beste (Talent, 1981) raccolta di successi
- Rett fra hjertet (Big Hand Records, 1982) con Ottar Johansen
- Lillian Askeland (Big Hand Records, 1983)
- En sang som er min (Studio B., 1984)
- Souvenirs (L.A. Records, 1984)
- 20 år (Mountain, 1985)
- I'll Be Faithful (Mariann, 1987)
- It Takes a Little Rain (Lillian Askeland Music, 1992)

### Con il gruppo
- Min barndoms grønne dal (2001)
- Country from My Heart (2004)
- De 25 beste på norsk (2005)
- 22 beste + 2 (2006)
- Mi eiga hamn (2008)